# Peyton Stearns
Peyton Mckenzie Stearns (Cincinnati, 8 ottobre 2001) è una tennista statunitense.
Ha vinto 5 titoli in singolare e 2 titoli in doppio nel circuito ITF in carriera. Il 19 maggio 2025 ha raggiunto il best ranking in singolare alla 28ª posizione, mentre il 9 giugno 2025 l'ha raggiunto nel doppio alla 52ª posizione.

## Carriera

### 2017-2021: gli inizi, primi titoli ITF, esordio in doppio WTA
La Stearns ha giocato a tennis al college alla Università del Texas ad Austin. Peyton è diventata la prima tennista del Texas a vincere il NCAA Division I Women’s Singles National Championship.
Peyton ha debuttato a livello professionistico nel 2017 ed ha raggiunto la prima finale ITF nel 2019, a Florence (Carolina del Sud). Si aggiudica il primo titolo quasi due anni dopo, nel 2021, a Sumter. Nello stesso anno debutta nel circuito WTA, nel tabellone di doppio del Silicon Valley Classic, in coppia con Maribella Zamarripa. Nel corso della stagione le vengono assegnate le wild card per le qualificazioni dei WTA 1000 di Cincinnati e Indian Wells dove però si è fermata rispettivamente al primo e secondo turno di qualificazione. Riceve una wild card anche per disputare per la prima volta le qualificazioni in un torneo del Grande Slam agli US Open, dove però perde subito da Harriet Dart.

### 2022-2023: prima finale WTA, ingresso in top-50 e primi ottavi slam
Nel 2022, su invito, gioca il primo match nel tabellone principale di un torneo WTA, a Cleveland, ma viene eliminata all'esordio da Irina-Camelia Begu. La settimana seguente, grazie ad un'altra wildcard disputa il primo incontro Slam in carriera, agli US Open, dove riesce a portare al terzo set la top-30 Ekaterina Aleksandrova. Nelle settimane seguenti si aggiudica due titoli ITF da $25.000 e chiude l'anno raggiungendo la prima semifinale a livello WTA 125, nel Midland, Texas. Conclude l'anno alla posizione 209 nel ranking.
Stearns comincia il 2023 con una finale persa al $25.000 di Naples, mentre due settimane più tardi si aggiudica il titolo ad Orlando contro Robin Montgomery. A febbraio disputa il $60.000 di Rome e alza il trofeo dopo aver rimontato in finale contro Gabriela Knutson (3-6, 6-0, 6-2). Grazie a questi buoni risultati, il 6 febbraio entra nella top 150, alla posizione n°137 del ranking. Al WTA '250' di Austin, l'americana riesce a raggiungere il primo quarto di finale di questo livello, sconfiggendo la qualificata Boulter e la wild-card Björklund; tra le ultime otto, cede il passo alla connazionale Katie Volynets. Riceve un invito per il tabellone principale di Indian Wells: esordisce con un successo su Rebeka Masarova (4-6 6-4 6-4) per poi soccombere all'ex top-10 Bianca Andreescu. In aprile, Peyton disputa il WTA di Bogotà: dopo due comodi successi su Vicens Mas e Avanesjan, nei quarti di finale batte in tre set Tamara Zidanšek, apprdoando alla sua prima semifinale in un '250'. Nella circostanza, elimina in rimonta la n°4 del seeding Rachimova (3-6 6-2 6-2), accedendo alla sua prima finale WTA, dove si arrende all'esperta Tatjana Maria in tre parziali. Grazie all'ottimo torneo disputato, fa il suo ingresso in top-100, alla posizione n°89.
Dopo un'altra finale ITF a Charleston (persa da Navarro), raggiunge i quarti nel WTA di Rabat, dove viene sconfitta da Sloane Stephens. Al Roland Garros, Peyton ottiene la sua prima vittoria a livello slam contro Siniaková (7-6(7) 6-2). Al secondo turno, si impone sulla vincitrice dell'edizione 2017 Jeļena Ostapenko con lo score di 6-3 1-6 6-2, conquistando il suo primo terzo turno major e il primo successo su una top-20. Nei sedicesimi, viene travolta dalla top-10 Dar'ja Kasatkina, che le lascia solamente un gioco. Grazie al risultato, Stearns sale ulteriormente nel ranking, sfondando il muro della top-60. 
Nel suo primo main-draw di Wimbledon, è vittima all'esordio di Markéta Vondroušová, che vincerà poi il titolo. A Washington, passa le qualificazioni e poi batte Magdalena Fręch (6-1 6-4); al secondo turno, viene estromessa dalla n°4 del mondo Jessica Pegula. A Montréal e Cincinnati si ferma all'esordio mentre a Cleveland supera per ritiro Martina Trevisan prima di perdere dalla top-10 Caroline Garcia. Allo US Open, vince il suo primo match in carriera contro Viktorija Tomova (6-3 6-4); al secondo round, lascia tre giochi a Clara Tauson, approdando al terzo turno slam per la seconda volta in carriera. A differenza di quanto successo a Parigi, questa volta Stearns riesce ad accedere agli ottavi di finale, battendo la britannica Boulter per 6-4 6-3 e ritrovando, tra le ultime sedici, la campionessa di Wimbledon Markéta Vondroušová. Come successe ai Championships, anche in questo caso Peyton subisce una sconfitta dalla ceca, stavolta strappandole un set (7-6(3) 3-6 2-6). Grazie al suo primo ottavo slam, Peyton sale di 15 posti in classifica, attestandosi alla 44ª posizione mondiale, nuovo best-ranking.
Nei '1000' di Guadalajara e Pechino, si ferma al primo turno, per mano di Caroline Dolehide e Madison Keys, rispettivamente. Queste sconfitte fanno da preludio ad un periodo di flessione nei risultati. Chiude il 2023 con altre 2 sconfitte all'esordio ad Hong Kong e a Tampico e un secondo turno raggiunto nel WTA 125 di Midland.

### 2024: primo titolo WTA
La nuova stagione non porta un miglioramento nei risultati. Stearns perde le prime 4 partite disputate nel 2024: nelle qualificazioni di Brisbane contro Camila Giorgi, ad Hobart contro Varvara Gracheva, agli Australian Open contro Daria Kasatkina e a Doha contro Elise Mertens. La prima vittoria arriva, un po' a sorpresa, nel WTA 1000 di Dubai contro Mirra Andreeva, subito seguita però da una sconfitta per mano della sua bestia nera Marketa Vondrousova. Da questo momento, ritrova parte della fiducia nel proprio gioco, in particolare nel suo marchio di fabbrica, il dritto anomalo. Ad Austin, esce ancora all'esordio contro Anna Karolina Schmiedlova, ma ad Indian Wells si impone su Elisabetta Cocciaretto prima di giocare una spettacolare partita di secondo turno contro la numero 2 del mondo Aryna Sabalenka. Forte del sostegno del pubblico, si ritrova incredibilmente a servire per il match sul 5-4 a suo favore nel terzo set. Qui non sfrutta 4 match point, di cui 3 consecutivi e subisce il controbreak della bielorussa. Due game più tardi ha un'altra occasione di servire per il match, ma l'avversaria, con la classe della campionessa, riesce a forzare il tiebreak decisivo e a guadagnarsi tre match point consecutivi. Stearns li annulla tutti, ma non il quarto che decreta per lei l'amara sconfitta. A Miami vince il match di primo turno contro Yafan Wang, ma viene estromessa al secondo per mano di Victoria Azarenka dopo una battaglia dalla grande intenistà agonistica. 
Inizia la stagione su terra a Rouen, dove perde il suo match di primo turno contro la futura campionessa del torneo Sloane Stephens. A Madrid arriva un'altra amara sconfitta al tie-break del terzo set contro Tatjana Maria. Questo risultato la porta a saltare Roma e ad iscriversi a due tornei di categoria inferiore, i WTA 125 di Saint Malo e di Parma. In entrambi i tornei si ferma ai quarti di finale, fermata prima da Chloe Paquet e poi da Renata Zarazua, entrambe giocatrici fuori dalle prime cento. A Rabat si impone su Aleksandra Krunic e Wang Xiyu, difendendo il quarto di finale raggiunto nello stesso torneo l'anno prima. È inoltre la prima volta dagli US Open in cui vince due partite di fila in un torneo del circuito maggiore. Tra le ultime otto, opera un'incredibile rimonta ai danni dell'italiana Bronzetti, recuperando da uno svantaggio di 0-5 nel terzo set e annullando due match point, chiudendo in suo favore con lo score di 6-4 4-6 7-5. Nella sua seconda semifinale nel circuito maggiore, l'americana impiega oltre tre ore di gioco per avere la meglio su Tomova, contro la quale si impone al tie-break del terzo set. Stearns guadagna l'accesso alla sua seconda finale WTA, dove lascia le briciole a Mayar Sherif (6-2 6-1), vincendo il suo primo titolo nel circuito maggiore.

## Statistiche WTA

### Singolare

#### Vittorie (1)
| Legenda              |
| -------------------- |
| Grande Slam (0)      |
| Ori Olimpici (0)     |
| WTA Finals (0)       |
| WTA Elite Trophy (0) |
| Dal 2021             |
| WTA 1000 (0)         |
| WTA 500 (0)          |
| WTA 250 (1)          |

| N. | Data           | Torneo              | Superficie  | Avversaria in finale | Punteggio |
| 1. | 25 maggio 2024 | Marocco Open, Rabat | Terra rossa | Mayar Sherif         | 6-2, 6-1  |

#### Sconfitte (1)
| Legenda              |
| -------------------- |
| Grande Slam (0)      |
| Argenti Olimpici (0) |
| WTA Finals (0)       |
| WTA Elite Trophy (0) |
| Dal 2021             |
| WTA 1000 (0)         |
| WTA 500 (0)          |
| WTA 250 (1)          |

| N. | Data          | Torneo                  | Superficie  | Avversaria in finale | Punteggio     |
| 1. | 9 aprile 2023 | Copa Colsanitas, Bogotà | Terra rossa | Tatjana Maria        | 3–6, 6–2, 4–6 |

## Statistiche ITF

### Singolare

#### Vittorie (5)
| Torneo $100.000 (0) |
| Torneo $80.000 (0)  |
| Torneo $60.000 (1)  |
| Torneo $40.000 (0)  |
| Torneo $25.000 (4)  |
| Torneo $15.000 (0)  |

| N. | Data            | Torneo                                    | Superficie  | Avversaria in finale | Score            |
| 1. | 19 giugno 2021  | Palmetto Pro Open, Sumter                 | Cemento     | Fernanda Contreras   | 6-1, 6-2         |
| 2. | 2 ottobre 2022  | H-E-B Women's Pro Tennis Open, Austin     | Cemento     | Clervie Ngounoue     | 6-1, 6-0         |
| 3. | 16 ottobre 2022 | McLeod for Health Florence Open, Florence | Cemento     | Alexandra Vecic      | 6(4)-7, 6-2, 7-5 |
| 4. | 29 gennaio 2023 | Orlando Women's, Orlando                  | Cemento     | Robin Montgomery     | 6-2, 6-0         |
| 5. | 5 febbraio 2023 | Georgia’s Rome Tennis Open, Rome          | Cemento (i) | Gabriela Knutson     | 3-6, 6-0, 6-2    |

#### Sconfitte (4)
| Torneo $100.000 (1) |
| Torneo $80.000 (0)  |
| Torneo $60.000 (0)  |
| Torneo $40.000 (0)  |
| Torneo $25.000 (3)  |
| Torneo $15.000 (0)  |

| N. | Data            | Torneo                                | Superficie  | Avversaria in finale | Score         |
| 1. | 20 ottobre 2019 | Florence Open, Florence               | Cemento     | Claire Liu           | 1-6, 2-6      |
| 2. | 3 luglio 2022   | Varsity Tennis Women's Open, Columbus | Cemento     | Katrina Scott        | 5-7, 3-6      |
| 3. | 15 gennaio 2023 | Naples Women's, Naples                | Terra verde | Emma Navarro         | 3-6, 5-7      |
| 4. | 23 aprile 2023  | LTP Charleston Pro Tennis, Charleston | Terra verde | Emma Navarro         | 6-2, 2-6, 5-7 |

### Doppio

#### Vittorie (2)
| Torneo $100.000 (0) |
| Torneo $80.000 (0)  |
| Torneo $60.000 (1)  |
| Torneo $40.000 (0)  |
| Torneo $25.000 (1)  |
| Torneo $15.000 (0)  |

| N. | Data              | Torneo                                   | Superficie | Compagna       | Avversarie in finale                 | Score            |
| 1. | 18 giugno 2022    | Palmetto Pro Open, Sumter                | Cemento    | Kylie Collins  | Allura Zamarripa Maribella Zamarripa | 6–3, 5–7, [10–7] |
| 2. | 25 settembre 2022 | Berkeley Tennis Club Challenge, Berkeley | Cemento    | Elvina Kalieva | Allura Zamarripa Maribella Zamarripa | 7-6(5), 7-6(5)   |

#### Sconfitte (1)
| Torneo $100.000 (0) |
| Torneo $80.000 (0)  |
| Torneo $60.000 (1)  |
| Torneo $40.000 (0)  |
| Torneo $25.000 (0)  |
| Torneo $15.000 (0)  |

| N. | Data           | Torneo                                | Superficie  | Compagna        | Avversarie in finale          | Score    |
| 1. | 26 giugno 2021 | LTP Charleston Pro Tennis, Charleston | Terra verde | Rasheeda McAdoo | Fanny Stollár Aldila Sutjiadi | 0-6, 4-6 |

## Statistiche contro giocatrici Top 10

### Testa a testa
Le tenniste in grassetto sono le giocatrici in attività. Nella tabella riportata sono segnati i migliori piazzamenti nella classifica mondiale WTA; le giocatrici possono aver occupato una posizione diversa al momento dell'incontro.
| Giocatrice                     | Vittorie–Sconfitte | V–S % | Cemento    | Terra rossa | Erba     | Ultimo incontro                                                 |
| Numero 1 del ranking mondiale  |                    |       |            |             |          |                                                                 |
| Viktoryja Azaranka             | 1–1                | 50%   | 1–1        | –           | –        | Vinto (6-4, 4-2 rit.) National Bank Open 2024                   |
| Aryna Sabalenka                | 0–1                | 0%    | 0–1        | –           | –        | Perso (7-6(2), 2-6, 6(6)-7) BNP Paribas Open 2024               |
| Numero 2 del ranking mondiale  |                    |       |            |             |          |                                                                 |
| Paula Badosa                   | 0–1                | 0%    | 0–1        | –           | –        | Perso (2-6, 5-7) Cincinnati Open 2024                           |
| Numero 3 del ranking mondiale  |                    |       |            |             |          |                                                                 |
| Jessica Pegula                 | 0–2                | 0%    | 0–2        | –           | –        | Perso (4-6, 5-7) National Bank Open 2024                        |
| Sloane Stephens                | 0–2                | 0%    | –          | 0–2         | –        | Perso (6-1, 1-6, 3-6) Open Capfinances Rouen Métropole 2024     |
| Numero 4 del ranking mondiale  |                    |       |            |             |          |                                                                 |
| Bianca Andreescu               | 0–1                | 0%    | 0–1        | –           | –        | Perso (6-4, 4-6, 3-6) BNP Paribas Open 2023                     |
| Caroline Garcia                | 0–1                | 0%    | 0–1        | –           | –        | Perso (6(4)-7, 3-6) Tennis in the Land 2023                     |
| Numero 5 del ranking mondiale  |                    |       |            |             |          |                                                                 |
| Jeļena Ostapenko               | 1–0                | 100%  | –          | 1–0         | –        | Vinto (6-3, 1-6, 6-2) Open di Francia 2023                      |
| Numero 6 del ranking mondiale  |                    |       |            |             |          |                                                                 |
| Markéta Vondroušová            | 0–3                | 0%    | 0–2        | –           | 0–1      | Perso (1-6, 7-5, 2-6) Dubai Duty Free Tennis Championships 2024 |
| Numero 7 del ranking mondiale  |                    |       |            |             |          |                                                                 |
| Madison Keys                   | 1–0                | 100%  | 1–0        | –           | –        | Vinto (3-6, 7-5, 3-0 rit.) National Bank Open 2024              |
| Numero 8 del ranking mondiale  |                    |       |            |             |          |                                                                 |
| Dar'ja Kasatkina               | 2–3                | 40%   | 1–2        | 1–1         | –        | Vinto (6-1, 7-6(3)) US Open 2024                                |
| Emma Navarro                   | 1–4                | 20%   | 1–0        | 0–3         | 0–1      | Perso (4-6, 1-6) Bad Homburg Open 2024                          |
| Numero 9 del ranking mondiale  |                    |       |            |             |          |                                                                 |
| CoCo Vandeweghe                | 1–1                | 50%   | 1–1        | –           | –        | Vinto (6-4, 7-5) BNP Paribas Open 2021                          |
| Numero 10 del ranking mondiale |                    |       |            |             |          |                                                                 |
| Emma Raducanu                  | 0–2                | 0%    | 0–2        | –           | –        | Perso (6(4)-7, 6(5)-7) Hana Bank Korea Open 2024                |
| Totali                         | 7–22               | 24%   | 5–14 (26%) | 2–6 (25%)   | 0–2 (0%) | Aggiornato al 29 agosto 2024                                    |

### Vittorie contro giocatrici Top 10
| Stagione | 2025 | Totale |
| Vittorie | 2    | 2      |

| #    | Giocatrice   | Ranking | Evento                            | Superficie  | Turno | Punteggio        | Rank. PSR |
| ---- | ------------ | ------- | --------------------------------- | ----------- | ----- | ---------------- | --------- |
| 2025 |              |         |                                   |             |       |                  |           |
| 1.   | Zheng Qinwen | 8       | Dubai Tennis Championships, Dubai | Cemento     | 2T    | 3-6, 6-4, 6-4    | 46        |
| 2.   | Madison Keys | 6       | Internazionali d'Italia, Roma     | Terra rossa | 3T    | 2-6, 6-2, 7-6(3) | 42        |